# El soborno
El soborno es un cuento del escritor argentino Jorge Luis Borges que integra El libro de arena, colección de cuentos y relatos publicada en 1975.
Se trata del décimo cuento de ese volumen.
Ezra Winthrop es un profesor de la Universidad de Texas que debe decidir quién participará en un congreso de germanistas en Wisconsin: si Herbert Locke o Eric Einarsson, un escandinavo emigrado a los Estados Unidos.
En la revista de la Universidad de Yale se publica un extenso artículo muy crítico de los métodos pedagógicos de Winthrop, firmado con las iniciales E. E. y claramente atribuible a Eric Einarsson.
Winthrop, apremiado por su deseo de mostrarse imparcial, elige para el congreso a quien lo había atacado; éste le revelaría luego que ese ataque había sido parte de una estrategia para ser electo.
- Datos: Q5826695